# سنگ‌نگاره‌های حائل
سنگ‌نگاره‌های حائل چهارمین مکان در عربستان سعودی است که به عنوان یک میراث جهانی یونسکو ثبت شده‌است. این سنگ‌نگاره دو بخش در استان حائل دارد: نخست کوه ام سنمان در شهر جبه (عربستان سعودی) است و دومی «راط والمنجور» است. یک جمعیت باستانی اثر خود را در سنگ‌نگاره‌ها به جا گذاشته و پیشینه آن به ۸٬۰۰۰ سال پیش بر می‌گردد.
کمیته یونسکو در سی و نهمین نشست، این مکان و دو مکان دیگر را برگزید. از آنجایی که این مکان به فهرست میراث جهانی یونسکو افزوده شده‌است، کمیته گردشگری عربستان سعودی به دنبال محافظت بیشتر از این مکان بوده‌است. این شامل گسترش منطقه میانگیر، رنگ‌آمیزی و بازسازی سنگ‌نگاره‌ها، توسعه سامانه نظارت و بیشتر است.